# Mychal Thompson
Mychal George Thompson (ur. 30 stycznia 1955 w Nassau) – amerykański koszykarz, grający w lidze NBA na pozycjach środkowego lub silnego skrzydłowego, dwukrotny mistrz NBA z drużyną Los Angeles Lakers.

## Życiorys
Urodzony na Bahamach Thompson przeprowadził się do USA w dzieciństwie. Po ukończeniu University of Minnesota, gdzie grał w uczelnianej drużynie Minnesota Golden Gophers, został wybrany z pierwszym numerem draftu 1978 przez Portland Trail Blazers jako pierwszy w historii zwycięzca draftu urodzony poza granicami USA. Grał w Portland przez osiem lat, będąc wybranym do pierwszej piątki debiutantów w 1979.
W 1986 został wymieniony i przeszedł do klubu San Antonio Spurs, skąd po rozegraniu tylko połowy sezonu trafił z kolei do Lakers. Tu miał za zadanie wesprzeć centra numer jeden Lakersów Kareema Abdul-Jabbara w walce z silnymi graczami podkoszowymi Boston Celtics. Taktyka ta okazała się trafna i klub z Los Angeles zdobył dwa kolejne tytuły mistrzowskie z rzędu - w latach 1987 i 1988.
Zakończył karierę w 1991 roku. Obecnie zajmuje się analizowaniem meczów dla Los Angeles Lakers, prowadzi także radiowy talk-show. Oprócz tego, wraz z pochodzącym również z Bahamów Rickiem Foksem, jest ambasadorem sportu na swoich rodzinnych wyspach.
Jego synowie Klay i Mychel poszli w jego ślady i zostali zawodowymi koszykarzami, zaś Trayce w 2015 zadebiutował w Major League Baseball.

## Osiągnięcia
NCAA
- Zaliczony do[3]:
  - I składu All-American (1978)
  - II składu All-American (1977)
- Uczelnia University of Minnesota zastrzegła należący do niego numer 43

NBA
- 2-krotny mistrz NBA (1987, 1988)[1]
- 2-krotny wicemistrz NBA (1989, 1991)[1]
- Zaliczony do składu I składu debiutantów NBA (1979)[4]
- Zawodnik Tygodnia NBA (8.11.1981)[3]
- Lider play-off w skuteczności rzutów z gry (1981)[5]